# Monumento a Minin e Požarskij

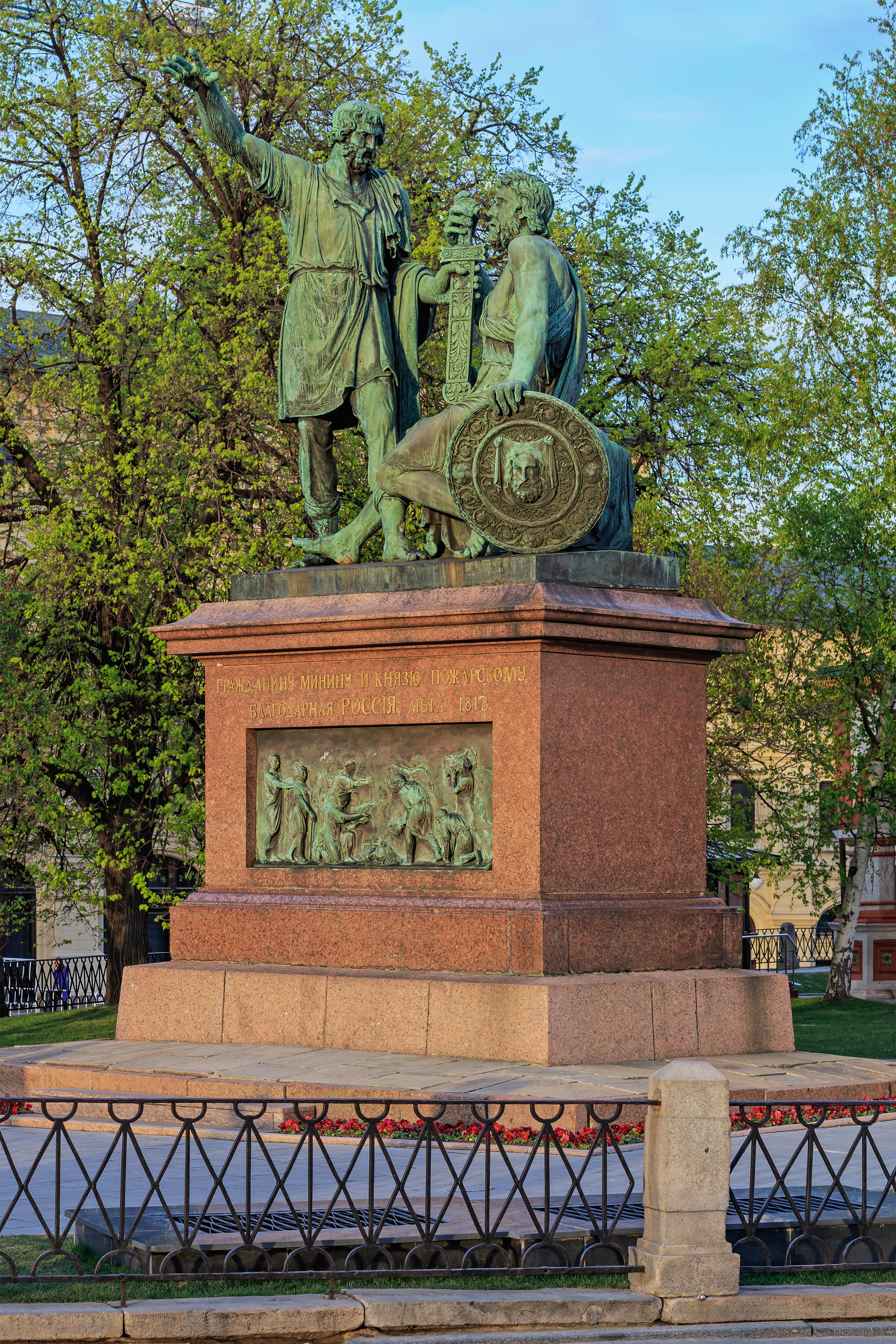
Monumento a Požarskij (seduto) e Minin (in piedi)

Il monumento a Minin e Požarskij (in russo памятник Минину и Пожарскому?, pamjatnik Mininu i Požarskomu) è una statua bronzea che si trova nella piazza Rossa di Mosca di fronte alla cattedrale di San Basilio. La statua commemora il principe Dmitrij Požarskij e Kuz'ma Minin, che raccolsero un esercito di volontari russi ed espulsero i polacchi dal Cremlino, mettendo fine al periodo dei torbidi nel 1612.
Il monumento fu concepito per commemorare il 200º anniversario degli eventi. La gara dei progetti venne vinta dal rinomato scultore Ivan Petrovič Martos nel 1808. A causa della campagna di Russia di Napoleone, il monumento non poté essere inaugurato prima del 1818. La costruzione venne finanziata da una raccolta pubblica a Nižnij Novgorod, la città da dove vennero Minin e Požarskij per salvare Mosca. Lo zar Alessandro I, però, optò per sistemare il monumento nella piazza Rossa di Mosca invece che a Nižnij Novgorod.
In origine, la statua era posta nel centro della piazza, con Požarskij che aveva la mano indirizzata verso il Cremlino. Le autorità sovietiche, per le quali il monumento ostacolava le parate militari, discussero se demolirlo o spostarlo in un museo. Nel 1936 la statua venne spostata vicina alla cattedrale, dove è rimasta fino ad oggi.

## Copia della scultura
Nella prima celebrazione della Giornata dell'unità nazionale (4 novembre 2005) è stata eretta una copia quasi esatta di questo monumento da Zurab Cereteli a Nižnij Novgorod. La copia è solo 5 cm più corta dell'originale a Mosca.